# Canti d'innocenza canti d'esperienza
Canti d'innocenza canti d'esperienza il primo album in studio del gruppo musicale italiano Ibis, pubblicato nel 1973 dalla Fonit Cetra.

## Il disco
Si tratta dell'unica pubblicazione del gruppo uscita a nome Nico, Gianni, Frank, Maurizio (i nomi di battesimo dei quattro musicisti), in quanto non avevano ancora scelto il nome definitivo per il gruppo.

## Tracce
Testi e musiche di Frank Laugelli, Gianni Belleno, Daina Dini, Nico Di Palo e Maurizio Salvi.
Lato A – Canti d'innocenza
1. Innocenza, esperienza – 5:45
2. Signora Carolina – 7:40
3. Simona – 1:40

Lato B – Canti d'esperienza
1. L'amico della porta accanto – 6:50
2. Vecchia amica – 7:50
3. Angelo invecchiato – 3:45

## Formazione
Gruppo
- Nico Di Palo – voce, chitarra solista, sovrapposizioni a corde
- Gianni Belleno – voce, batteria
- Frank Laugelli – basso elettrico e acustico
- Maurizio Salvi – pianoforte, organo, Eminent, sovrapposizioni tastiere

Produzione
- Plinio Chiesa – ingegneria del suono
- Giancarlo Jametti – registrazione
- Greguoli – copertina